# 다수 여당 정부
다수 여당 정부(Majority government)는 입법부에서 과반수의 의석을 확보한 한 개 이상의 여당에 의해 구성된 정부이다. 이러한 정부는 단독으로 과반수를 확보한 한 개의 정당으로 구성되거나, 여러 정당의 연립정부일 수 있다. 이는 정부가 과반수를 확보하지 못하고 법안 통과를 위해 야당과 협력해야 하는 소수 여당 정부와 반대된다. 정부 과반수는 세력 균형을 결정한다. 정부가 정부 외의 정당들과 신임 공급 협약을 통해 과반수를 확보한 경우에는 다수 여당 정부가 아니다.
다수 여당 정부는 일반적으로 법안 통과를 확실하게 보장받으며, 의회에서 패배할 걱정이 거의 없다. 이는 실질적 과반수라고도 불린다. 반면, 소수 여당 정부는 법안 통과를 위해 끊임없이 다른 정당들의 지지를 협상해야 하며 불신임 결의에서 패배하는 것을 피해야 한다. 단독 과반수 여당 정부는 일반적으로 압도적인 선거 결과 이후 구성되는 경향이 있다.
"다수 여당 정부"라는 용어는 두 개 이상의 정당이 안정적인 장기 연합을 형성하여 절대 과반수를 구성하는 경우에도 사용될 수 있다. 그러한 선거 연합의 한 예는 오스트레일리아에 있는데, 자유당과 국민당은 수십 년 동안 단순히 연합으로 알려진 선거 블록으로 활동해 왔다. 연합은 오스트레일리아에서 연방 선거에서 오스트레일리아 하원의 151석 중 최소 90석 이상을 확보한 유일한 정당 또는 연합이다 (이는 1975년, 1996년, 2013년 세 번 일어났다). 오스트레일리아에서 가장 큰 다수 여당 정부는 1975년에 선출되었는데, 당시 연합은 압승으로 의석의 71.65%를 확보했다.
다수결 투표제와 같이 한 정당이 보통 단독으로 과반수 의석을 확보하는 선거 제도에서는 연합이 드물지만, 선거 결과가 헝 의회일 때 발생할 수 있다. 이러한 예는 영국의 2010년-2015년 연립 정부인데, 이는 보수당과 자유민주당으로 구성되었다. 보수당은 2010년 선거에서 단일 정당 중 가장 많은 의석을 확보했지만, 절대 과반수에는 미치지 못했다. 그러나 자유민주당과 결합하여 영국 하원에서 확고한 과반수를 만들었다. 이는 제2차 세계 대전 이후 영국 최초의 진정한 연립 정부였다.
다수 여당 정부는 합의 또는 초과반수를 요구하지 않는 합의제 민주주의 또는 거국정부와 다르다.

## 같이 보기
- 연립정부
- 헝 의회
- 소수 여당 정부